# Шваревка
Шваревка — река в России, протекает в Усольском районе Пермского края. Устье реки находится в 13 км по правому берегу реки Кондас. Длина реки составляет 14 км. 
Исток реки в лесном массиве в 6 км к северо-востоку от посёлка Верхний Кондас. Река течёт на восток, всё течение проходит по ненаселённому лесу среди холмов. Впадает в Кондас напротив деревни Шваревка.

## Данные водного реестра
По данным государственного водного реестра России относится к Камскому бассейновому округу, водохозяйственный участок реки — Кама от города Березники до Камского гидроузла, без реки Косьва (от истока до Широковского гидроузла), Чусовая и Сылва, речной подбассейн реки — бассейны притоков Камы до впадения Белой. Речной бассейн реки — Кама.
По данным геоинформационной системы водохозяйственного районирования территории РФ, подготовленной Федеральным агентством водных ресурсов:
- Код водного объекта в государственном водном реестре — 10010100912111100007635
- Код по гидрологической изученности (ГИ) — 111100763
- Код бассейна — 10.01.01.009
- Номер тома по ГИ — 11
- Выпуск по ГИ — 1